# Авиационные происшествия с Ту-154
Перечень авиационных происшествий с самолётами Ту-154.
По данным сайта Aviation Safety Network, всего на 10 января 2020 года в общей сложности в результате катастроф и серьёзных аварий был потерян 71 самолёт Ту-154. Ту-154 пытались угнать 30 раз, при этом погибли 13 человек. Всего в этих происшествиях погибли 3 078 человек.

## Список
Примечание: звёздочкой (*) отмечены случаи, не учтённые в базе данных сайта aviation-safety.net (Aviation Safety Network)
| Дата          | Бортовой номер | Место происшествия                      | Жертвы/На борту | Краткое описание |
| ------------- | -------------- | --------------------------------------- | --------------- | --- |
| 19.02.1973    | СССР-85023     | Прага                                   | 66/100          | Разбился, не долетев до ВПП 470 метров. |
| 07.05.1973    | СССР-85030     | Московская область                      | 0/6             | Потерпел аварию при выполнении учебного полёта. |
| 10.07.1974    | SU-AXB         | у Каира                                 | 6/6             | Разбился при выполнении учебного полёта. |
| 30.09.1975    | HA-LCI         | Средиземное море                        | 60/60           | Рухнул в море при заходе на посадку, причина не установлена. |
| 01.06.1976    | СССР-85102     | у Малабо                                | 45/45           | Врезался в гору при заходе на посадку. |
| 02.12.1977    | LZ-BTN         | у Аль-Байда                             | 59/165          | Не смог сесть в тумане в Бенгази, исчерпал авиатопливо в поисках запасного аэродрома и совершил грубую посадку. |
| 18.02.1978    | СССР-85087     | а/п Новосибирск (Новосибирская область) | 0/н.д.          | Пожар на борту. Уцелевший хвост лайнера снялся в фильме «Экипаж». |
| 23.03.1978    | LZ-BTB         | Дамаск (мухафаза)                       | 4/4             | Тренировочный (грузовой) рейс. Разбился при заходе на посадку. |
| 19.05.1978    | СССР-85169     | Максатихинский район                    | 4/134           | Из-за ошибки бортинженера была прекращена подача авиатоплива, совершил аварийную посадку в поле. |
| 14.11.1978    | СССР-85286     | Стокгольм (лен)                         | 0/74            | Выкатился с ВПП. Отказ второго двигателя и гидросистемы. |
| 01.03.1980    | СССР-85103     | Оренбургский район                      | 0/161           | Грубая посадка с деформацией фюзеляжа. |
| 08.07.1980    | СССР-85355     | Алма-Ата                                | 166/166         | Разбился при взлёте из-за сдвига ветра. |
| 07.08.1980    | YP-TRH         | Нуадибу                                 | 1/168           | Ошибочная посадка на воду за 300 метров до ВПП. Одна пассажирка скончалась от сердечного приступа. |
| 08.10.1980    | СССР-85321     | Чита                                    | 0/184           | Грубая посадка. Нарушение схемы захода на посадку, превышение скорости снижения, неуход на второй круг. |
| 13.06.1981    | СССР-85029     | Братск                                  | 0/н.д.          | При посадке выкатился с влажной ВПП, оторвался хвост по 28-му ряду. |
| 08.09.1981    | СССР-85448     | Ташкент                                 | 0/0             | Сгорел при заправке (*). |
| 21.10.1981    | HA-LCF         | Прага                                   | 0/90            | Грубая посадка из-за ошибки экипажа. |
| 16.11.1981    | СССР-85480     | Норильск (городской округ)              | 99/167          | Грубая посадка за 470 метров до ВПП из-за отказа автомата тяги. |
| 11.10.1984    | СССР-85243     | Омск                                    | 4+174/179       | При посадке столкнулся с аэродромными машинами из-за ошибок авиадиспетчера. |
| 23.12.1984    | СССР-85338     | Красноярский край                       | 110/111         | Пожар двигателя №3 и отказ гидравлики. |
| 10.07.1985    | СССР-85311     | Учкудукский район                       | 200/200         | Перегруженный самолёт свалился в плоский штопор на закритических углах атаки при опасно низкой скорости по вине экипажа. |
| xx.xx.1986    | 7O-ACN         | Аден                                    | н.д.            | Подробности неизвестны. В это время в стране шла гражданская война (*). |
| 21.05.1986    | СССР-85327     | Московская область                      | 0/175           | Экипаж перед взлётом не включил обогрев ППД. При подходе пилоты не смогли отследить причину потери приборной скорости и ввели самолёт в крутое пикирование. На высоте 1800 метров КВС вывел авиалайнер из пикирования (при этом тот испытал трёхкратную перегрузку, приведшую к деформации планера). Самолёт превращён в учебное пособие и передан в МИИГА. В 2012 году был утилизирован. |
| 18.01.1988    | СССР-85254     | Красноводск                             | 11/146          | Грубая посадка, разломился на две части. |
| 08.03.1988    | СССР-85413     | Вещево                                  | 9/84            | Взорван на земле террористами Овечкиными. |
| 24.09.1988    | СССР-85479     | Алеппо                                  | 0/168           | Сдвиг ветра, грубая посадка, самолёт разломился на две части. |
| 24.09.1988    | СССР-85617     | Норильск                                | 0/н.д.          | Грубая посадка. Самолёт превращён в учебное пособие (*). |
| 13.01.1989    | СССР-85067     | Монровия                                | 0/н.д.          | Взлёт прерван из-за перегруза, выкатывание с ВПП. |
| 09.02.1989    | YR-TPJ         | Бухарест                                | 5/5             | Тренировочный полёт. Разбился при взлёте из-за отказа двигателя. |
| 19—20.08.1990 | CCCP-85323     | Карачи                                  | 0/92            | Самолёт был угнан в Пакистан. |
| 20.10.1990    | СССР-85186     | Кутаиси                                 | 0/171           | Из-за перегруза при предельной передней центровке подломилась носовая стойка шасси. |
| 17.11.1990    | СССР-85664     | Дубенец                                 | 0/6             | Грузовой рейс. Перевозил сигареты из Швейцарии, в полёте груз загорелся. Пилоты посадили самолёт в поле, где он полностью сгорел. |
| 23.05.1991    | СССР-85097     | Ленинград                               | 2+13/178        | Грубая посадка, подломилась стойка шасси и самолёт разломился пополам. |
| 14.09.1991    | CU-T1227       | Мехико                                  | 0/112           | При посадке выкатился за пределы ВПП. |
| 05.06.1992    | LZ-BTD         | Варна                                   | 0/130           | При посадке в ливень выкатился за пределы ВПП. |
| 18.06.1992    | RA-85282       | а/п Братск, Братск (городской округ)    | 1+0/10          | Во время заправки самолёта произошёл разлив и воспламенение топлива, пожар распространился также на второй самолёт, стоящий рядом; оба самолёта уничтожены огнём. При взрыве топливозаправщика погиб работник наземных служб. |
| 18.06.1992    | RA-85234       | а/п Братск, Братск (городской округ)    | 0/0             | Во время заправки самолёта произошёл разлив и воспламенение топлива, пожар распространился также на второй самолёт, стоящий рядом; оба самолёта уничтожены огнём. При взрыве топливозаправщика погиб работник наземных служб. |
| 20.07.1992    | 4L-85222       | Тбилиси                                 | 4+24/24         | Разбился при взлёте из-за перегруза. |
| 01.08.1992    | YA-TAP         | Кабул                                   | 0/0             | Уничтожен на стоянке миномётным огнём. Перед этим ВС подбили при заходе на посадку, нанеся незначительные повреждения. |
| 05.09.1992    | СССР-85269     | Киев (Борисполь)                        | 0/147           | Возврат в аэропорт, не вышла левая стойка шасси, грубая посадка. |
| 13.10.1992    | СССР-85528     | Владивосток                             | 0/67            | Не смог взлететь из-за перегруза, выкатился за пределы ВПП. |
| 05.12.1992    | СССР-85105     | Гюмри                                   | 0/154           | При посадке выкатился за пределы ВПП. |
| 19.01.1993    | 85533          | Дели                                    | 0/165           | Грубая посадка из-за ошибки пилота, промахнувшегося мимо ВПП. |
| 08.02.1993    | EP-ITD         | Годс                                    | 2+131/131       | Столкнулся в воздухе с Су-24 ВВС Ирана. |
| 22.09.1993    | 85163          | Сухуми                                  | 108/132         | Повреждён ракетой, выпущенной абхазскими силами при заходе на посадку в аэропорту Сухуми. Экипаж попытался произвести посадку, но в результате грубого столкновения с ВПП на борту начался пожар. |
| 23.09.1993    | 85359          | Сухуми                                  | 0/0             | Попал под обстрел абхазских войск. |
| 25.12.1993    | RA-85296       | Грозный                                 | 0/172           | Грубая посадка — подломилась носовая стойка шасси. Уничтожен на ремонтной стоянке в ходе авиаудара 1 декабря 1994 года. |
| 03.01.1994    | RA-85656       | Иркутский район, Мамоны                 | 1+124/124       | Пожар двигателя при взлёте, вызвавший отказ гидросистем. |
| 06.06.1994    | B-2610         | Сиань                                   | 160/160         | Разрушился в воздухе из-за перегрузок, ошибки в обслуживании АБСУ |
| 30.11.1994    | Армения        | Грозный                                 | ?/?             | Достоверных данных нет. На сайте aviation-safety.net случай отнесён к категории O1 — потеря самолёта по обстоятельствам, не связанным с авиационными происшествиями, захватом или криминальной деятельностью, при этом указана только принадлежность самолёта к авиакомпании Armavia, а регистрационный и заводской номера самолёта не указаны. В менее авторитетных источниках указывается «разбился при взлёте», при этом другая информация отсутствует, а в качестве регистрационного номера указывается RA-85296, уже упомянутый выше.                                                                    |
| 21.01.1995    | UN-85455       | Карачи                                  | 0/117           | Не смог взлететь из-за перегруза, выкатился за пределы ВПП. |
| 07.12.1995    | RA-85164       | Хабаровский край                        | 98/98           | Несимметричная перекачка авиатоплива из баков; КВС по ошибке увеличил образовавшийся правый крен и полёт стал неуправляемым. |
| 29.08.1996    | RA-85621       | Шпицберген                              | 141/141         | Врезался в гору при заходе на посадку. Ошибки экипажа. |
| 13.09.1997    | 11+02          | Атлантический океан                     | 9+24/24         | Столкнулся в воздухе с C-141 ВВС США. |
| 15.12.1997    | EY-85281       | Шарджа                                  | 85/86           | Посадка до ВПП. Ошибки экипажа. |
| 29.08.1998    | CU-T1264       | Кито                                    | 10+70/91        | Прерванный взлёт, выкатился за пределы ВПП и загорелся. |
| 24.02.1999    | B-2622         | Вэньчжоу                                | 61/61           | При снижении произошёл отказ руля высоты и самолёт перешёл в неуправляемое пикирование. |
| 12.01.2000    | RA-85763       | Новосибирск                             | 0/30            | Во время захода на посадку поочерёдно отказали все три двигателя. Причиной послужило выпадение на золотниках насосов-регуляторов растворённого в топливе некондиционного лакокрасочного покрытия, которым были окрашены стенки топливозаправщиков в АП Краснодар. Такой же краской были окрашены ёмкости ТЗ в Новокузнецке, Южно-Сахалинске, Минеральных Водах, аэропорту Пулково в Санкт-Петербурге, аэропортах Внуково, Чкаловский и Шереметьево в Москве. |
| 04.07.2000    | HA-LCR         | Салоники                                | 0/94            | Посадка с убранным шасси. |
| 15-16.03.2001 | RA-85619       | Медина                                  | 3/174           | Самолёт был угнан в Саудовскую Аравию. |
| 04.07.2001    | RA-85845       | Иркутский район                         | 145/145         | Разбился при заходе на посадку из-за ошибок экипажа. |
| 04.10.2001    | RA-85693       | Чёрное море                             | 78/78           | Согласно заключению МАК, был непреднамеренно сбит украинской зенитной ракетой, выпущенной в ходе военных учений на Крымском полуострове. Украинские эксперты заявили, что украинская ракета не могла поразить самолёт. Министр обороны Украины принёс извинения за случившееся, президент Украины признал ответственность своей страны за инцидент и отправил в отставку министра обороны. |
| 12.02.2002    | EP-MBS         | Хорремабад                              | 119/119         | При снижении врезался в гору. |
| 20.02.2002    | EP-LBX         | Мешхед                                  | 0/н.д.          | Грубая посадка. Повреждён при ремонте в Москве, списан. |
| 01.07.2002    | RA-85816       | Боденское озеро (у Юберлингена)         | 2+69/69         | Столкнулся в воздухе с Boeing 757 из-за ошибки швейцарского авиадиспетчера и противоречия между документами ИКАО и РЛЭ Ту-154 в отношении роли TCAS. |
| 24.08.2004    | RA-85556       | Ростовская область                      | 46/46           | Взорван в воздухе террористкой-смертницей. |
| 22.08.2006    | RA-85185       | Донецкая область                        | 170/170         | Ошибка КВС: попытка пролететь через грозовой фронт сверху на предельной высоте. Сваливание в плоский штопор. |
| 01.09.2006    | EP-MCF         | Мешхед                                  | 29/147          | При посадке лопнула шина, выкатился за пределы ВПП и загорелся. |
| 26.09.2006    | EX-85718       | Бишкек                                  | 0/61            | Диспетчер дал разрешение на взлёт раньше, чем приземлившийся американский заправщик KC-135 покинул ВПП. |
| 30.06.2008    | RA-85667       | Санкт-Петербург                         | 0/112           | Пожар двигателя при взлёте. Взлёт прерван, самолёт списан. |
| 08.05.2009    | EP-MCR         | Мешхед                                  | 0/169           | Попал в сильную турбулентность, повреждён градом. Списан (*). |
| 15.07.2009    | EP-CPG         | Казвин (остан)                          | 168/168         | Разрушение двигателя на эшелоне. Потерял управление и разбился. |
| 24.01.2010    | RA-85787       | Мешхед                                  | 0/170           | При грубой посадке оторвалась хвостовая часть, начался пожар. |
| 10.04.2010    | 101            | Смоленск                                | 96/96           | Разбился при заходе на посадку в густом тумане. На его борту был президент Польши Лех Качиньский и другие высокопоставленные лица. |
| 07.09.2010    | RA-85684       | а/п Ижма, Ижемский район                | 0/81            | Короткое замыкание из-за теплового разгона аккумулятора, что привело к отключению всей бортовой электросети. Совершил аварийную посадку. |
| 04.12.2010    | RA-85744       | а/п Домодедово (Московская область)     | 2/172           | После взлёта из Внукова бортинженер непреднамеренно выключил насосы подкачки авиатоплива и крайние двигатели остановились. При аварийной посадке выкатился за пределы ВПП и разрушился. |
| 01.01.2011    | RA-85588       | Сургут                                  | 3/134           | При подготовке к взлёту на борту начался пожар. Причиной пожара стал сбой в работе электрооборудования, который привёл к возникновению в бортовой сети токов, превышающих номинальные значения в 10-12 раз. |
| 29.04.2011    | RA-85563       | Чкаловский                              | 0/5             | Самолёт, находившийся на хранении около десяти лет, совершал перегоночный рейс с аэродрома Чкаловский на капитальный ремонт на завод «Авиакор» в Самару. Практически сразу после взлёта у самолёта отказала автоматика, удерживать его в относительно горизонтальном положении лётчикам удавалось с помощью изменения тяги двигателей и положения элеронов. Самолёт тем не менее сильно кренился и попал в колебательный режим, именуемый «голландский шаг». Со второго захода лётчикам удалось благополучно посадить самолёт обратно на аэродром Чкаловский и предотвратить его падение на строения и людей. |
| 25.12.2016    | RA-85572       | Чёрное море                             | 92/92           | Рухнул в Чёрное море в 1700 метрах от берега через 70 секунд после вылета из Сочи. Расследование прекращено в ноябре 2019 года из-за отсутствия состава преступления. Среди пассажиров — 65 участников Ансамбля песни и пляски Российской армии имени А. В. Александрова. |

С сентября 2010 по март 2011 года в число потерянных был занесён самолёт борт RA-85684, совершивший аварийную посадку в Ижме. Однако этот самолёт частично отремонтировали в Ижме и затем своим ходом перегнали на самарский авиационный завод «Авиакор» для дальнейшего обследования и ремонта. 16 июня 2011 года (после ремонта) лайнер вернулся в строй. До сентября 2018 года лайнер находился в эксплуатации, после чего был передан в музей авиации новосибирского аэропорта Толмачёво.